# Lorsqu'on est trois
Pour plus de détails, voir Fiche technique et Distribution.
Lorsqu'on est trois (The Trouble with Wives) est un film américain réalisé par Malcolm St. Clair, sorti en 1925.

## Fiche technique
- Titre français : Lorsqu'on est trois[1]
- Titre original : The Trouble with Wives
- Réalisation : Malcolm St. Clair
- Scénario : Sada Cowan, Howard Higgin
- Producteurs : Jesse L. Lasky, Adolph Zukor
- Photographie : L. Guy Wilky
- Production : Famous Players–Lasky Corporation
- Distributeur : Paramount Pictures
- Durée : 70 minutes
- Date de sortie : 
  - États-Unis : 28 septembre 1925

## Distribution
- Florence Vidor : Grace Hyatt
- Tom Moore : William Hyatt
- Esther Ralston : Dagmar
- Ford Sterling : Al Hennessey
- Lucy Beaumont : mère de Grace
- Edgar Kennedy : Détective
- Etta Lee : Maid
- William Courtright : Butler